# 商洛学院
商洛学院，简称商院，是中华人民共和国的一所全日制本科公办省属普通高等学校，位于陕西省商洛市商州区。
1976年，陕西省商洛地区五七师范学院成立。1979年，更名为陕西师范大学商洛专修科。1984年，更名为商洛师范专科学校。2005年，陕西省商洛农业学校并入商洛师范专科学校。2006年，升格为商洛学院。